# Musée d'Art de Dnipro
Le musée d'art de Dnipro est un musée d'art situé à Dnipro, en Ukraine. Fondé en 1914, il l'un des plus anciens musées d'Ukraine. Il conserve environ 8 500 peintures, dessins, sculptures et pièces d'art décoratif du XVIe au XXIe siècle,.

## Galerie

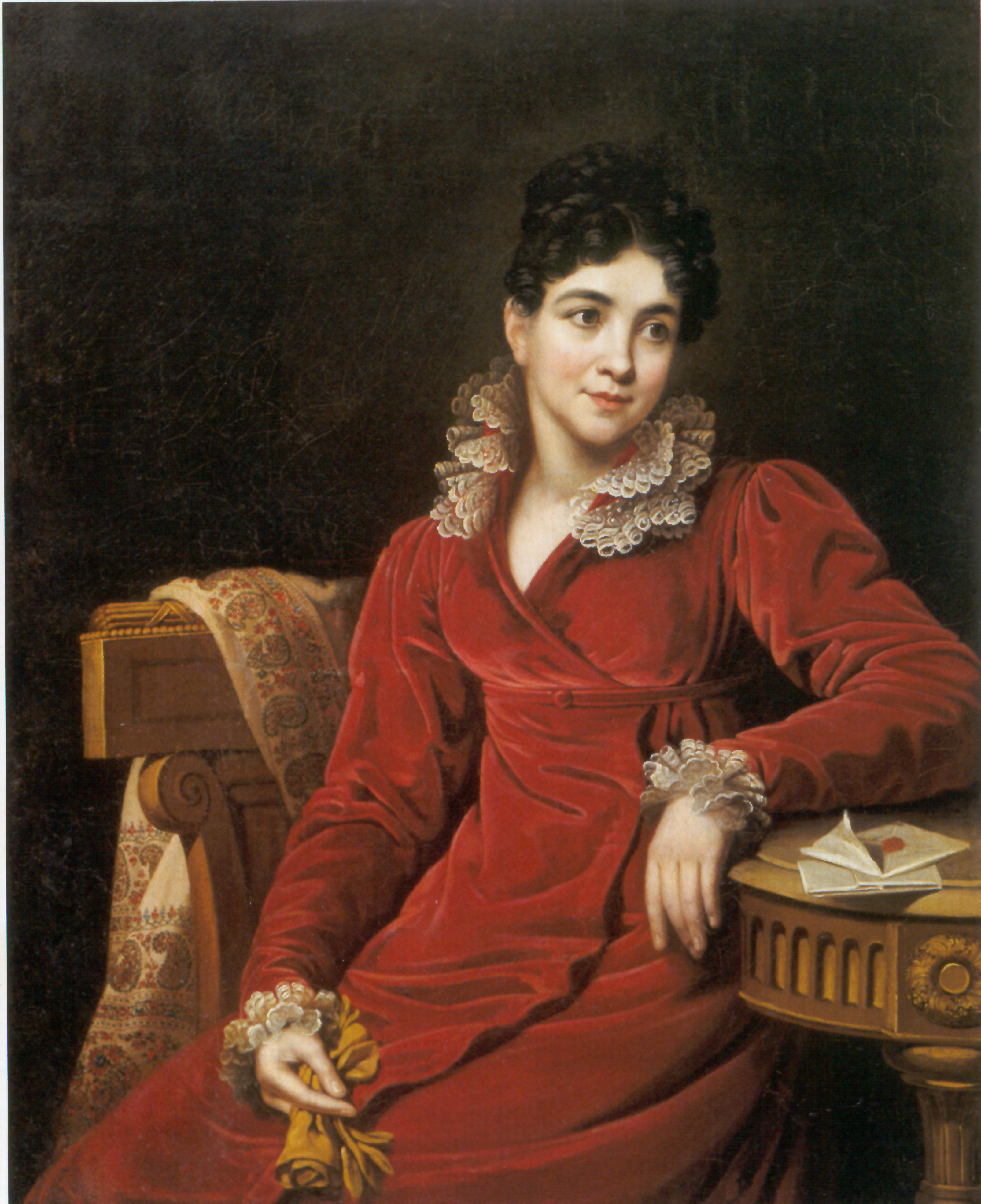
Praskovya Koutaïsova par János Rombauer.
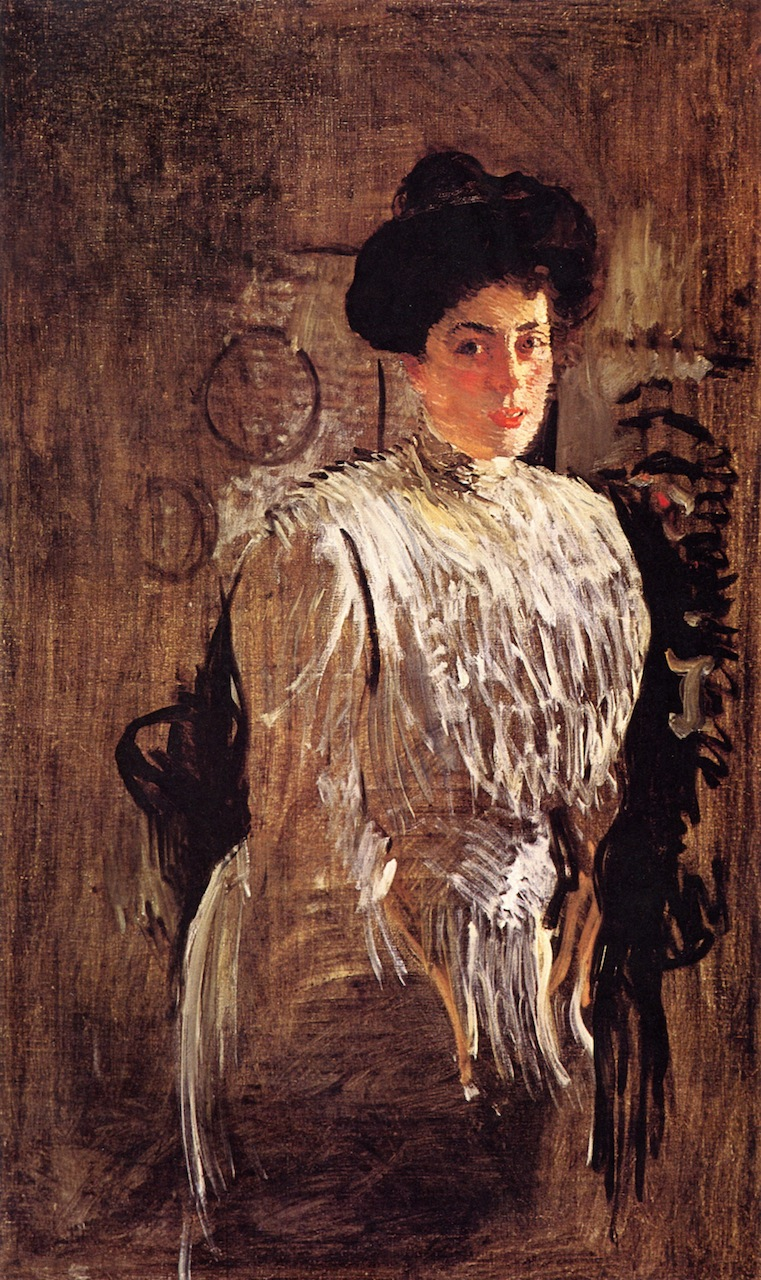
Marguerite Morosova par Valentin Serov.
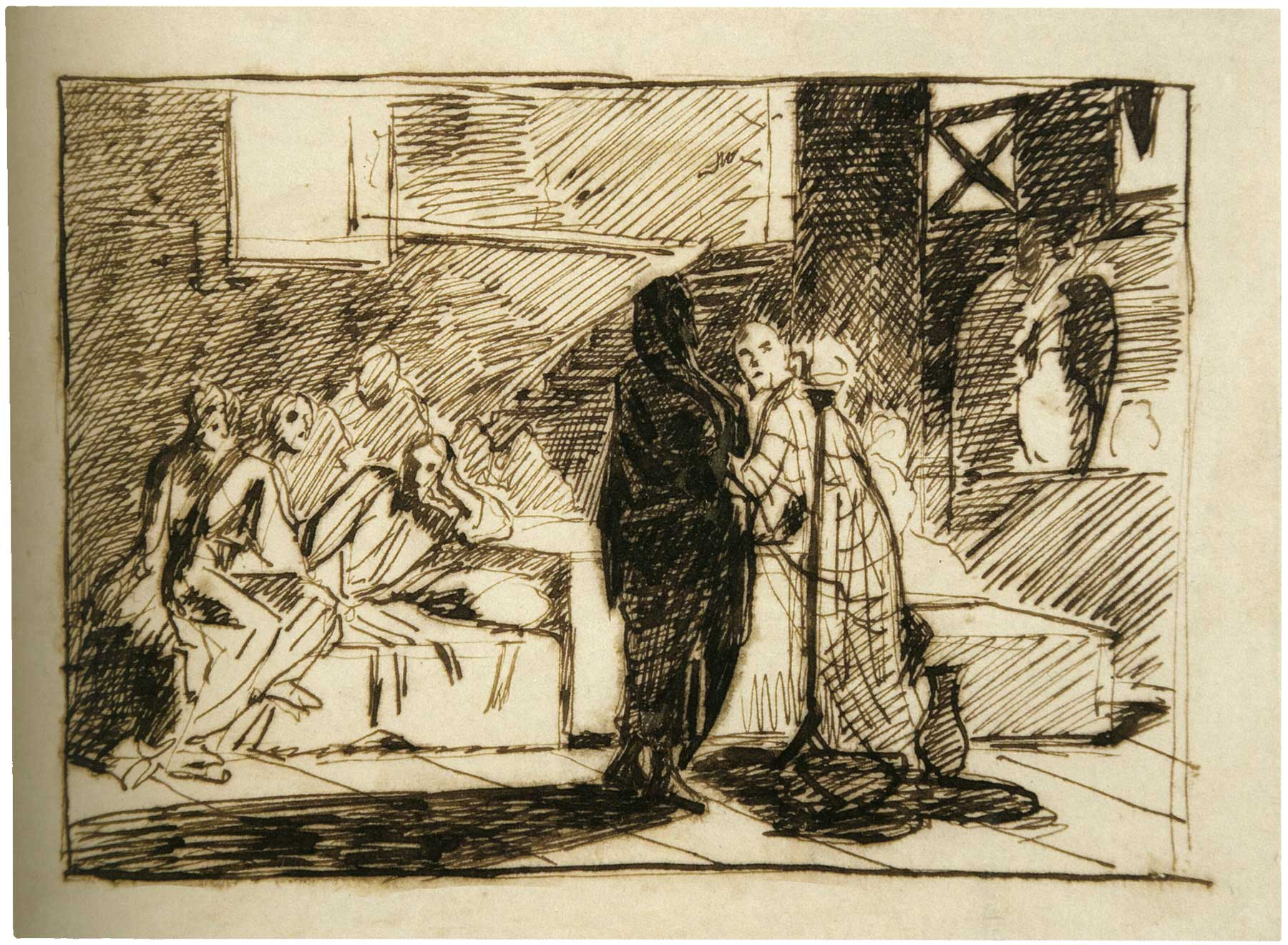
Etude par Nikolaï Gay.
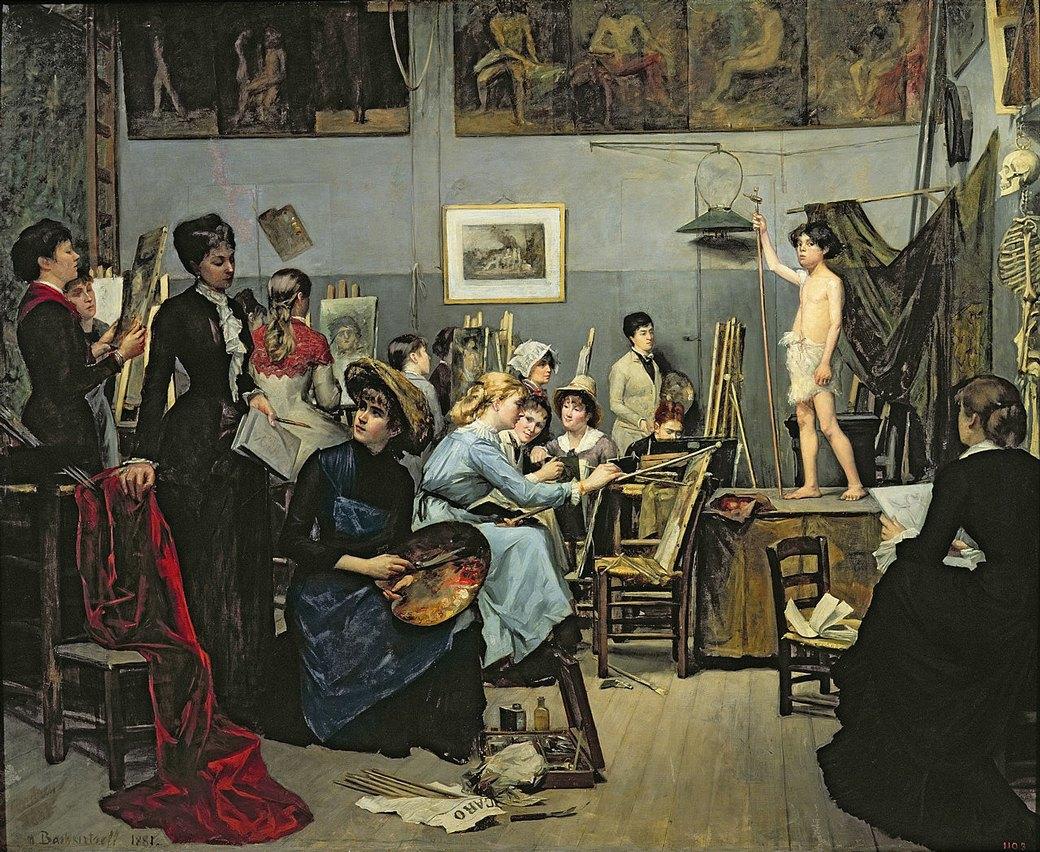
L'Académie Julian par Marie Bashkirtseff.